# Laguna Madre Sal
A  Laguna Madre Sal é um lago localizado na Guatemala. Localiza-se no departamento de Retalhuleu, Município de San Andrés Villa Seca.